# Máquina de anestesia

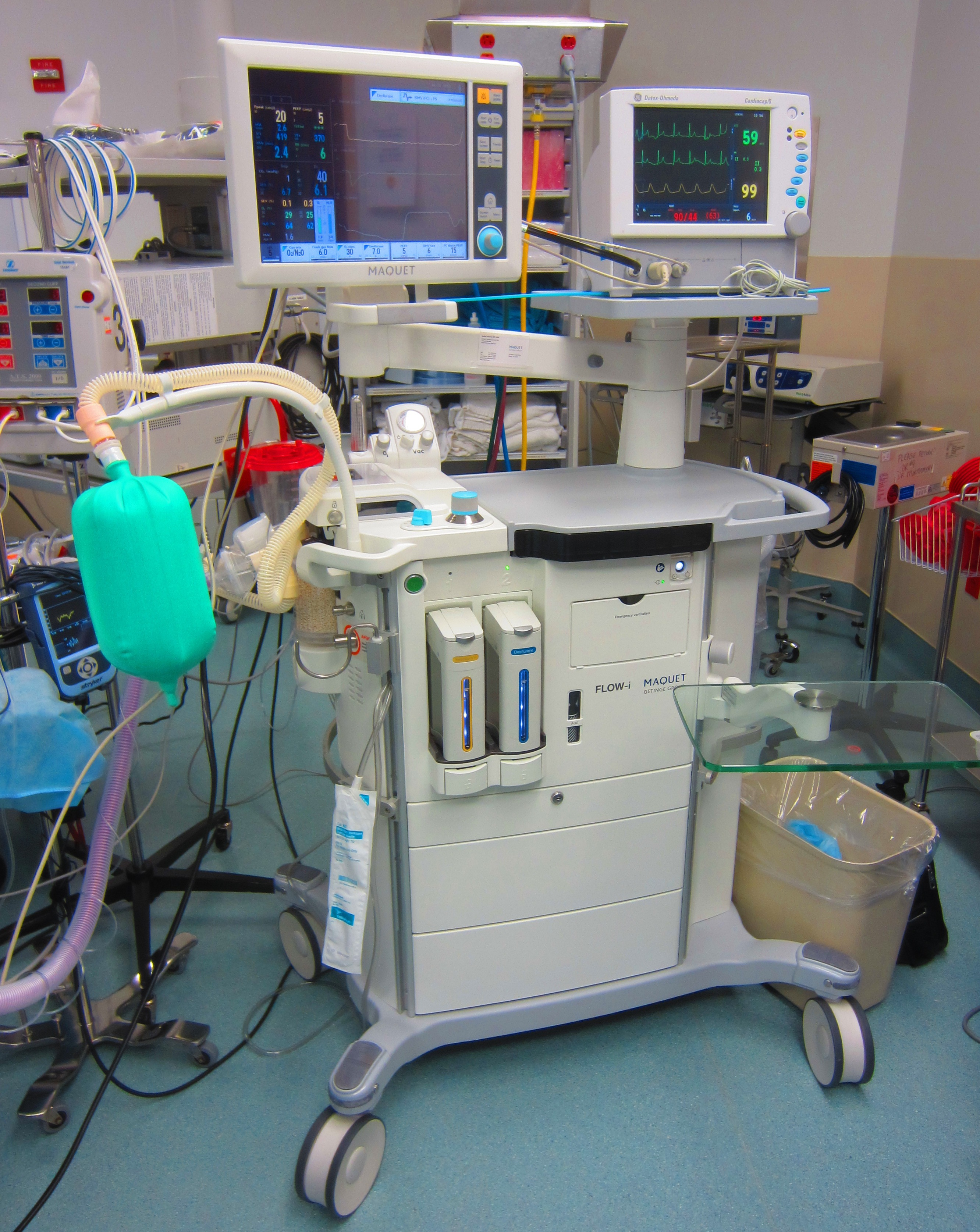
Una máquina de anestesia.

Una máquina de anestesia es un dispositivo médico que se usa para generar y mezclar un flujo de gas fresco con gases médicos y agentes anestésicos por inhalación con el fin de inducir y mantener la anestesia.
La máquina se usa comúnmente junto con un respirador artificial, sistema de respiración, equipo de succión y dispositivos de monitoreo del paciente. Estrictamente hablando, el término "máquina de anestesia" se refiere sólo al componente que genera el flujo de gas, pero las máquinas modernas generalmente integran todos estos dispositivos en una unidad independiente combinada, que se conoce coloquialmente como "máquina de anestesia" por simplicidad . El tipo de máquina de anestesia más utilizada es la de flujo continuo o "máquina de Boyle", que está diseñada para proporcionar un suministro preciso de gases medicinales mezclados con una concentración precisa de vapor anestésico, y para suministrarlo continuamente al paciente a una presión y flujo seguros. Esto es distinto de las máquinas de anestesia de flujo intermitente, que proporcionan flujo de gas solo bajo demanda cuando se activa por la propia inspiración del paciente.
El aparato anestésico más simple se puede usar en circunstancias especiales, es el aparato anestésico triservicio, un sistema de anestesia simplificado inventado para los Servicios Médicos de Defensa Británica, que es liviano y portátil y se puede usar para ventilación incluso cuando no hay gases médicos disponibles. Este dispositivo tiene válvulas unidireccionales que aspiran el aire ambiente, que puede enriquecerse con oxígeno de un cilindro, con la ayuda de un conjunto de fuelles.

## Partes de la máquina de anestesia
Una máquina de anestesia moderna incluye como mínimo los siguientes componentes:
- Conexiones al oxígeno canalizado, aire médico y óxido nitroso de un suministro de pared en el centro de salud, o reserva de cilindros de gas de oxígeno, aire y óxido nitroso unidos a través de un yugo del sistema de seguridad de índice de pasador con un sello Bodok
- Manómetros, reguladores y válvulas de 'pop-off', para controlar la presión de gas en todo el sistema y proteger los componentes de la máquina y al paciente de aumentos excesivos
- Caudalímetros como rotámetros para oxígeno, aire y óxido nitroso.
- Vaporizadores para proporcionar un control de dosis preciso cuando se usan anestésicos volátiles
- Una descarga de oxígeno de alto flujo, que evita los medidores de flujo y los vaporizadores para proporcionar oxígeno puro a 30-75 litros / minuto
- Sistemas para monitorear los gases administrados y exhalados por el paciente, incluido un dispositivo de advertencia de falla de oxígeno